# Niwa (Rajcza)
Niwa – część wsi Rajcza w Polsce, położona w województwie śląskim, w powiecie żywieckim, w gminie Rajcza.
W latach 1975–1998 Niwa administracyjnie należała do województwa bielskiego.